# 質數定理

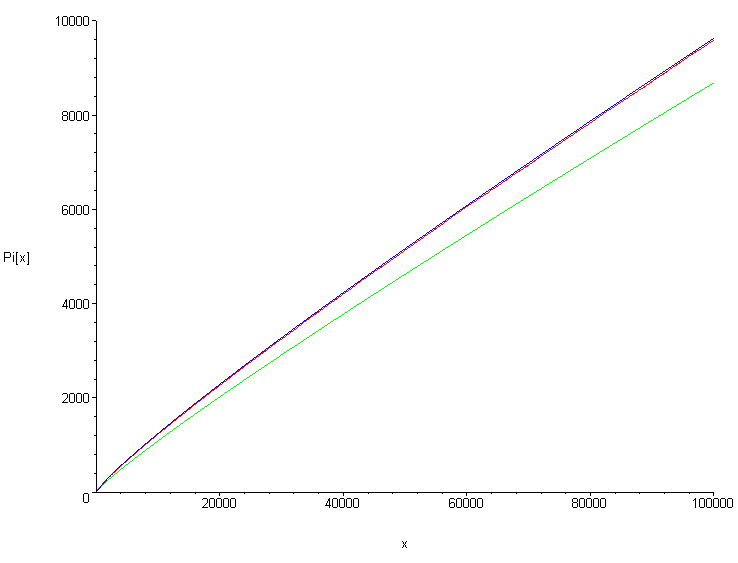
素数数量（红色）、（绿色）和（蓝色）的比较

在數論中，素数定理（英語：Prime number theorem）描述素数在自然數中分佈的漸進情況，給出隨著數字的增大，質數的密度逐漸降低的直覺的形式化描述。1896年法國數學家雅克·阿達馬和比利時數學家德·拉·瓦莱布桑先後獨立給出證明。證明用到了複分析，尤其是黎曼ζ函數。
素数的出現規律一直困惑著數學家。一個個地看，素数在正整數中的出現沒有什麼規律。可是總體地看，素数的個數竟然有規可循。對正實數x，定義π(x)為素数计数函数，亦即不大於x的素数個數。數學家找到了一些函數來估計π(x)的增長。以下是第一個這樣的估計。
{\displaystyle \pi (x)\approx {\frac {x}{\ln \,x}}}
其中 ln x 為 x 的自然對數。上式的意思是當 x 趨近無限，π(x)與x/ln x的比值趨近 1。但這不表示它們的數值隨著 x 增大而接近。
下面是對π(x)更好的估計：
{\displaystyle \pi (x)={\rm {Li}}(x)+O\left(xe^{-{\frac {1}{15}}{\sqrt {\ln \,x}}}\right)}，當x 趨近∞。
其中{\displaystyle {\rm {Li}}(x)=\int _{2}^{x}{\frac {dt}{\ln \,t}}}（对数积分），而關係式右邊第二項是誤差估計，詳見大O符號。

## 敘述
定義 π(x) 為素数计数函数，也就是小於等於x 的質數個數。例如 π(10)=4，因為共有 4 個質數小於等於 10，分別是 2、3、5、7。質數定理的敘述為：當 x 趨近無限，π(x) 和 {\displaystyle {\frac {x}{\ln x}}} 的比值趨近 1。其數學式寫做
{\displaystyle \lim _{x\to \infty }{\frac {\;\pi (x)\;}{\frac {x}{\ln(x)}}}=1}。
淺白的說，當 x 很大的時候，π(x) 差不多等於 {\displaystyle {\frac {x}{\ln x}}}。該定理被認為是質數的漸進分布定律，以漸進符號可簡化為
{\displaystyle \pi (x)\sim {\frac {x}{\ln x}}}。
注意到，上式並不是說指隨著 x 趨近無限，{\displaystyle \pi (x)} 與 {\displaystyle {\frac {x}{\ln x}}}的差趨近於 0。而是隨著 x 趨近無限，{\displaystyle \pi (x)} 與 {\displaystyle {\frac {x}{\ln x}}}的相對誤差趨近於 0。
因此，質數定理也可以被想像成描述從正整數中抽到素数的概率：從不大於 n 的正整數中隨機選出一個數，它是素数的概率大約是{\displaystyle {\frac {1}{\ln n}}}。
質數定理有一個相關的定理，是關於第{\displaystyle n}個素数 {\displaystyle p_{n}}的下界，也就所謂的Rosser定理：
{\displaystyle p_{n}>n\ln \,n}

## 關於π(x)、x/ lnx和li(x)的數值
下表比較了π(x)，x/ln x和Li(x)：
| {\displaystyle x} | {\displaystyle {\boldsymbol {\pi }}(x)}[1] | {\displaystyle {\boldsymbol {\pi }}(x)-{\frac {x}{\ln x}}}[2] | {\displaystyle {\frac {{\boldsymbol {\pi }}(x)}{\frac {x}{\ln x}}}} | {\displaystyle {\rm {Li}}(x)-{\boldsymbol {\pi }}(x)}[3] | {\displaystyle {\frac {x}{{\boldsymbol {\pi }}(x)}}} |
| ----------------- | ------------------------------------------ | ------------------------------------------------------------- | ------------------------------------------------------------------- | -------------------------------------------------------- | ---------------------------------------------------- |
| 10                | 4                                          | −0.3                                                          | 0.921                                                               | 2.2                                                      | 2.500                                                |
| 102               | 25                                         | 3.3                                                           | 1.151                                                               | 5.1                                                      | 4.000                                                |
| 103               | 168                                        | 23                                                            | 1.161                                                               | 10                                                       | 5.952                                                |
| 104               | 1,229                                      | 143                                                           | 1.132                                                               | 17                                                       | 8.137                                                |
| 105               | 9,592                                      | 906                                                           | 1.104                                                               | 38                                                       | 10.425                                               |
| 106               | 78,498                                     | 6,116                                                         | 1.084                                                               | 130                                                      | 12.740                                               |
| 107               | 664,579                                    | 44,158                                                        | 1.071                                                               | 339                                                      | 15.047                                               |
| 108               | 5,761,455                                  | 332,774                                                       | 1.061                                                               | 754                                                      | 17.357                                               |
| 109               | 50,847,534                                 | 2,592,592                                                     | 1.054                                                               | 1,701                                                    | 19.667                                               |
| 10                | 455,052,511                                | 20,758,029                                                    | 1.048                                                               | 3,104                                                    | 21.975                                               |
| 1011              | 4,118,054,813                              | 169,923,159                                                   | 1.043                                                               | 11,588                                                   | 24.283                                               |
| 1012              | 37,607,912,018                             | 1,416,705,193                                                 | 1.039                                                               | 38,263                                                   | 26.590                                               |
| 1013              | 346,065,536,839                            | 11,992,858,452                                                | 1.034                                                               | 108,971                                                  | 28.896                                               |
| 1014              | 3,204,941,750,802                          | 102,838,308,636                                               | 1.033                                                               | 314,890                                                  | 31.202                                               |
| 1015              | 29,844,570,422,669                         | 891,604,962,452                                               | 1.031                                                               | 1,052,619                                                | 33.507                                               |
| 1016              | 279,238,341,033,925                        | 7,804,289,844,393                                             | 1.029                                                               | 3,214,632                                                | 35.812                                               |
| 1017              | 2,623,557,157,654,233                      | 68,883,734,693,281                                            | 1.027                                                               | 7,956,589                                                | 38.116                                               |
| 1018              | 24,739,954,287,740,860                     | 612,483,070,893,536                                           | 1.025                                                               | 21,949,555                                               | 40.420                                               |
| 1019              | 234,057,667,276,344,607                    | 5,481,624,169,369,960                                         | 1.024                                                               | 99,877,775                                               | 42.725                                               |
| 1020              | 2,220,819,602,560,918,840                  | 49,347,193,044,659,701                                        | 1.023                                                               | 222,744,644                                              | 45.028                                               |
| 1021              | 21,127,269,486,018,731,928                 | 446,579,871,578,168,707                                       | 1.022                                                               | 597,394,254                                              | 47.332                                               |
| 1022              | 201,467,286,689,315,906,290                | 4,060,704,006,019,620,994                                     | 1.021                                                               | 1,932,355,208                                            | 49.636                                               |
| 1023              | 1,925,320,391,606,803,968,923              | 37,083,513,766,578,631,309                                    | 1.020                                                               | 7,250,186,216                                            | 51.939                                               |
| 1024              | 18,435,599,767,349,200,867,866             | 339,996,354,713,708,049,069                                   | 1.019                                                               | 17,146,907,278                                           | 54.243                                               |
| 1025              | 176,846,309,399,143,769,411,680            | 3,128,516,637,843,038,351,228                                 | 1.018                                                               | 55,160,980,939                                           | 56.546                                               |
| OEIS              | A006880                                    | A057835                                                       |                                                                     | A057752                                                  |                                                      |

## 歷史
1797年至1798年間，法國數學家勒讓德根據上述的質數表猜測，{\displaystyle \pi (x)}大約等於 {\displaystyle {\frac {x}{A\ln x+B}}}，其中{\displaystyle A}、{\displaystyle B}是未知的函數。勒讓德於1808年出版一本關於數論的書的第二版，書中他給出更精確的猜測：{\displaystyle A=1}，{\displaystyle B=-1.08366}。根據高斯自己在1849年的回憶，他在15歲或16歲(1792或1793年)的時候就已經考慮過類似的問題了。1832年，狄利克雷經過跟高斯的交流之後，給出了一個新的逼近函數 {\displaystyle li(x)}，(事實上他是用一個有點不一樣的級數表達式)。勒讓德和狄利克雷的式子皆等價於現在的版本，但如果考慮逼近式與 {\displaystyle \pi (x)} 的差，而不是比值的話，狄利克雷的式子是準確許多的。
俄國數學家切比雪夫參考了歐拉在1731年的工作，引進了定義在實數軸上黎曼ζ函數，企圖證明質數分布的漸進式，並將他所得到的結果寫成兩篇論文，分別在1848和1850年發表。切比雪夫可以證明，如果{\displaystyle \lim _{x\to \infty }{\frac {\;\pi (x)\;}{\frac {x}{\ln(x)}}}}存在且有限，則它一定是1。此外，在沒有假設任何結果之下，他也證明當 x 足夠大，{\displaystyle {\frac {\;\pi (x)\;}{\frac {x}{\ln(x)}}}}會界在兩個很靠近 1 的數字之間。雖然切比雪夫的論文沒辦法證明質數定理，但它對 {\displaystyle \pi (x)} 已經可以推論出伯特蘭-切比雪夫定理：對任何大於{\displaystyle 1}的正整數{\displaystyle n}，存在一個質數介於{\displaystyle n}和{\displaystyle 2n}之間。
1859年，黎曼提交了一篇關於質數分布的非常重要的報告《論小於給定數值的質數個數》，這也是黎曼在這個領域的唯一一篇文章。黎曼在報告中使用了創新的想法，將{\displaystyle \zeta }函數的定義解析延拓到整個複數平面，並且將質數的分布與{\displaystyle \zeta }函數的零點緊密的聯繫起來。因此，這篇報告是歷史上首次用複分析的方法研究實函數 {\displaystyle \pi (x)}。1896年法國數學家雅克·阿達馬和比利時數學家夏尔-让·德拉瓦莱·普桑先後獨立給出證明。兩個證明延著黎曼的思路繼續拓展，且都使用複分析的工具，其中的關鍵步驟是證明如果複數{\displaystyle s}可以寫成 {\displaystyle 1+it} 的形式，且 {\displaystyle t>0}，則 {\displaystyle \zeta (s)\neq 0}。
進入20世紀之後，阿達馬和普桑證明的定理經常被稱作質數定理，定理的其他不同證明也陸陸續續被發現，這之中包括1949年阿特勒·塞爾伯格和艾狄胥·帕爾發現的「初等證明」。原本的證明是既冗長，又複雜，於是有很多後面發現的證明使用了陶伯定理讓證明變得比較簡短，但卻變得讓人比較難以消化。1980年，美國數學家唐納德·J·紐曼發現了一個簡潔的證明，這可能是目前已知最簡單的證明。不過，證明中使用了柯西積分公式，因此一般不被視為是為初等的證明。
因為黎曼ζ函數與{\displaystyle \pi (x)}關係密切，關於黎曼{\displaystyle \zeta }函數的黎曼猜想對數論很重要。一旦猜想獲證，便能大大改進素数定理誤差的估計。1901年瑞典數學家海里格·馮·科赫證明出，假設黎曼猜想成立，以上關係式誤差項的估計可改進為
{\displaystyle \pi (x)={\rm {Li}}(x)+O\left({\sqrt {x}}\ln \,x\right)}
至於大O項的常數則還未知道。

## 初等證明
素数定理有些初等證明只需用數論的方法。第一個初等證明於1949年由匈牙利數學家保羅·艾狄胥和挪威數學家阿特利·西爾伯格合作得出。
在此之前一些數學家不相信能找出不需借助艱深數學的初等證明。像英國數學家哈代便說過素数定理必須以複分析證明，顯出定理結果的「深度」。他認為只用到實數不足以解決某些問題，必須引進複數來解決。